# Helenismo (religión)
El helenismo (Ἑλληνισμός o Ἑλληνικὴ εθνική θρησκεία en griego clásico; Ελληνισμός en griego moderno; Hellenismus en latín) es el nombre dado al resurgimiento contemporáneo de la religión de la Antigua Grecia, que adopta como confesión de fe el culto politeísta surgido en la península balcánica cuya principales deidades son los doce dioses olímpicos, razón por la que su teología es conocida como dodecateísmo, (en griego Δωδεκαθεϊσμός (dodekatheismos, ).

## Etimología
El término «helenismo» proviene del griego Ελληνισμός (elinismós), que a su vez deriva de «Hélade». La nueva denominación tuvo aceptación de sus fieles, que se encuentran nucleados bajo una palabra en común. El efecto fue positivo, dado que varias organizaciones griegas comenzaron a utilizarlo. 
El Consejo Superior Nacional de los Helenos (YSEE) (en gr. Ύπατο Συμβούλιο των Ελλήνων Εθνικών), es la primera organización en apoyar el renacimiento del politeísmo helénico, y se refiere a esta religión como el helenismo auténtico. Politeísmo helénico, religión helénica, y olimpismo son otros términos derivados.
Los fieles son denominados helenistas, helenos, o griegos. El término helénico (en griego antiguo ῾Ελληνικός, 'helénico') tiene su origen en Hellás (Ἑλλάς), el nombre que dieron los griegos a su tierra. El sistema de creencia politesísta helénica es llamada dodecateísmo (en contraposición al monoteísmo). La palabra griega Δωδεκαθεϊσμός (dodekatheïsmós) define un sistema de creencias, pero no a la religión helénica en sí. Esta palabra es un compuesto de los términos Δωδεκα (dodeca, 'doce') y θεϊσμός (teismos, 'dioses'), en relación con los doce Dioses Olímpicos del panteón.

## Escrituras sagradas

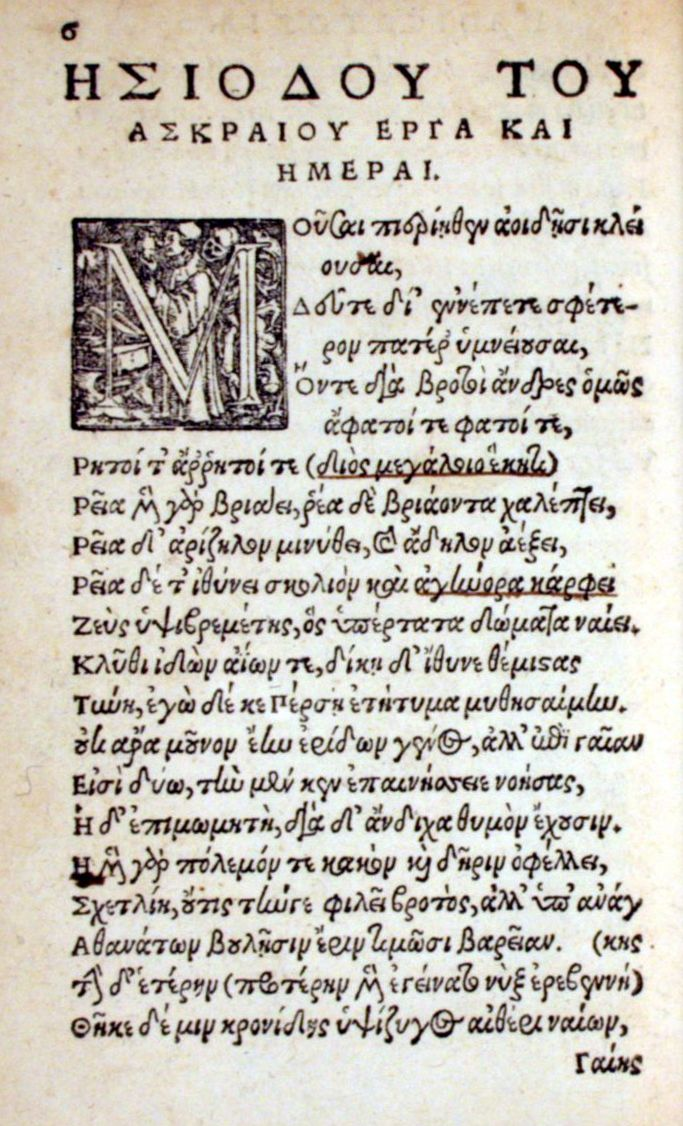
Una de las consideradas sagradas escrituras es Trabajos y Días, de Hesíodo.

Floreciente durante el período arcaico y clásico, y difundido en todo el ámbito mediterráneo con el helenismo, no es una religión revelada, por lo cual sus escritos sagrados solamente lo son en función de su antigüedad y valor literario; pero no resultan normativos. 
Entre las principales obras que reflejan el espíritu y las creencias del helenismo, las principales son los poemas de Homero y de Hesíodo, como ya testimoniaron Heródoto y Platón.  

### Hesíodo
La Teogonía (siglo VIII a. C.) de Hesíodo explica el origen del Cosmos (una cosmogonía que parte del concepto de eternidad de la materia) de los dioses y de los seres humanos. El mismo autor, en Trabajos y los Días, un texto de tipo gnómico, menciona a las edades de la Humanidad y relata el mito de Pandora.

### Homero
Los himnos de Homero, que glorifican a ciertos dioses y enumeran sus hechos, son un testimonio de la religiosidad helénica en los comienzos de la era Clásica. En los mitos que relata se manifiestan los atributos y las acciones de los dioses y las diosas; los filósofos posteriores construyeron a partir de ellos sus diferentes teologías. Las dos obras más conocidas de Homero son, sin dudas, la  Ilíada y la Odisea, allí dioses y humanos interactúan en el contexto de la guerra y la navegación y se enuncian los valores supremos de la cultura y la religión helénicas; la moderación, la hospitalidad y la excelencia. 

### Exégetas
Los sofistas y filósofos posteriores se consideran parte de la literatura religiosa helénica, si bien siempre considerando que no se trata de obras que deban ser aceptadas al pie de la letra.  
Pitágoras, Sócrates, cuya enseñanza fue oral, Platón y sus sucesores de la Academia, Plotino y Jámblico pueden ser considerados intérpretes de la religión helénica. Todos ellos interpretan las obras de Hesíodo y Homero, como también el amplio corpus de la mitologa griega, para sacar conclusiones sobre el Cosmos y los dioses, pero sobre todo acerca de la manera de vivir de los humanos. En un registro más cercano a la teurgia se pueden mencionar a Apolonio de Tiana y al anónimo autor escondido bajo el apelativo de Hermes Trismegisto.

### Misterios
Además de los textos escritos, la religión helénica se basaba en prácticas de culto y enseñanzas orales. De ellas las principales, que combinan ambos aspectos, son los llamados misterios: ritos secretos y reservados a unos pocos en los cuales se podía entrar en contacto directo con el mundo divino. Los misterios eleusinos, los de Samotracia y los rituales órficos son los más conocidos; si bien su secreto se ha perdido. Los helenistas actuales, en base al estudio de los escritos antiguos, la religión comparada y, según algunos, la tradición oral intentan recuperarlos como elemento central de su religión.

## Historia

### Orígenes
Los orígenes de esta religión pueden remontarse al período neolítico, 6000 a. C, época en que los antiguos moradores ya rendían culto a deidades que pueden ser consideradas el origen de las olìmpicas, aunque algunos historiadores prefieren situar el comienzo de la veneración de estos dioses a partir de las civilizaciones minoico y micénica (era del bronce), en torno al año 3500 a. C., y se constituyó en una de las marcas de identidad entre todos los griegos junto con la lengua, las instituciones, las ciencias y las artes. 
Recientemente en una encuesta realizada por las organizaciones helénicas, se intenta establecer el "año griego", partiendo del IV milenio a. C., como la época de su calendario.

### Época Arcaica y Clásica
La religión, concepto inexistente en tiempos de la Antigua Grecia, se estructuró durante la Época Arcaica (siglos VIII- VI a. C.) en torno a una organización política particular: la polis. Se trata pues de una serie de rituales y prácticas eminentemente públicas y sociales. Junto a esta "religión oficial", existían los cultos y creencias particulares, las sectas y las variantes locales, a veces sincréticas.
No obstante, los caracteres esenciales de la religión griega arcaica y clásica eran comunes: politeísmo, con dioses antropomórficos provistos de atributos y poderes específicos, con espacios propios de intervención. El griego concebía al Cosmos como un espacio habitado por lo divino, innumerables dioses y semidioses poblaban el mundo. De estos, sin embargo, los doce olímpicos, eran los más importantes y poderosos. Cada dios o diosa podía ser invocado bajo diversos aspectos en función del lugar, del culto y de la función que cumplía, representados en los epítetos cultuales (epíclesis) que señalaban su naturaleza y ámbito de intervención; por ejemplo, Zeus Kéraunos (tonante), Polieo (guardián del orden político, de la polis), Horkios (garante de los juramentos y de los pactos), Ktésios (protector de la propiedad), Herkeios (guardián del cercado, del redil), Xenios (protector de los huéspedes y de los extranjeros).
En la sociedad griega, como en sus contemporáneas, la religión estaba presente en forma de ritos y prácticas en la vida familiar, pública, artística y social; no existía una clara diferencia entre lo "laico" y lo "religioso", aunque sí entre sagrado y profano. No obstante, las ceremonias de la vida familiar, social y política presentaban casi siempre un aspecto religioso.

### Prohibición
El culto de la práctica de las deidades olímpicas terminó formalmente por orden del emperador romano Teodosio, en el siglo IV de nuestra era al promulgarse el Edicto de Tesalónica el 27 de febrero de 380, tras la ocupación del cristianismo al poder de Roma. Por esta ley imperial se prohibían todas las religiones étnicas, bajo pena de muerte, las llamadas por ellos paganas, y se establecía al cristianismo como única y obligada religión en toda la extensión del imperio romano. Todos los templos y monumentos griegos fueron destruidos o sepultados por este edicto, y con ellos se perdió también gran parte del material de las escrituras religiosas. Muchos de ellos hoy se siguen desenterrando y reconstruyendo.

### Diáspora
El medio interreligioso Patheos habla de una diáspora helénica, que sufrió Grecia a partir de ese año (380), tras la prohibición del culto a los dioses olímpicos, y la posterior persecución en manos de los emperadores romanos (que ya no eran politeístas, sino cristianos), como ocurriera también con los judíos.

### Supervivencia
Si bien es cierto que el Helenismo como religión había desaparecido, no así sus fieles, que por siglos siguió cultivándose a oscuras de la mirada del poder de Roma y del cristianismo. Entre ellos se encuentran los padres del Renacimiento, Pletón, neoplatónico y Jorge de Trebisonda, neoaristotélico. 

### Reconocimiento

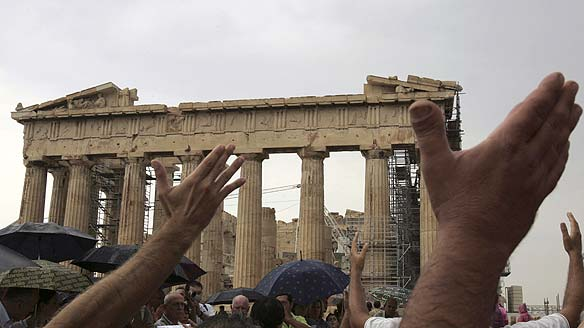
Congregación helenista en el Partenón, uno de los principales lugares sagrados, tras la legalización como religión.

Esta prohibición del helenismo rigió en el territorio griego por casi 1700 años, hasta el siglo XXI; unos años antes, a finales del siglo XX resurgió como movimiento religioso, centrándose en las creencias y prácticas de la Grecia Antigua, así como en la recuperación de sus tradiciones, virtudes y valores.
En 2017 fue reconocida oficialmente por el estado griego como religión, por lo que se dejó de aplicarle el rótulo de paganismo.

## Asociaciones

### En Grecia

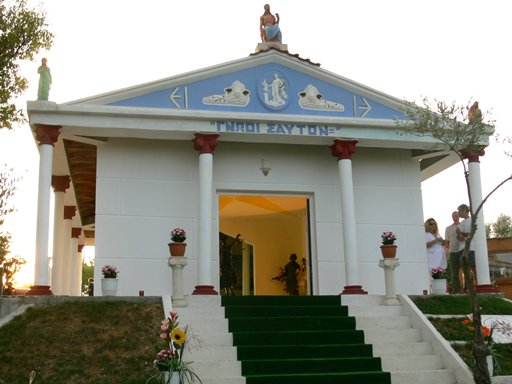
Templo helénico moderno de estilo clásico construido de forma privada en Tesalónica (Grecia).

Los líderes del helenismo estimaron que en Grecia en 2005 había unos 2000 miembros fundadores y unos cien mil fieles e interesados .
- Consejo Superior Nacional de los Helenos (Ύπατο Συμβούλιο των Ελλήνων Εθνικών), o YSEE por sus siglas en griego. Fue la primera asociación griega en apoyar abiertamente la recuperación de la religión helénica fue el , establecido en 1997.[19] El YSEE es uno de los miembros fundadores del Congreso Mundial de Religiones Étnicas.
- Labrys (Λάβρυς), fundada en 2008. Es otra de las organizaciones más activas. La comunidad Labrys se centra en especial en los aspectos religiosos del helenismo, realizando rituales semanales y participando en eventos culturales para la promoción del neohelenismo, como el teatro y la música.[20][21][22][23][24][25][26][27] Cada mes organizan en el Monte Olimpo la celebración del Promethea, así como festivales semanales y grandes celebraciones en Atenas.[28] Para Labrys la religión ha de practicarse en el hogar y han llamado a la necesidad de que la familia y la sociedad sean los puntos de inicio de la práctica politeísta.[29]
- Panolympia.[30] Inspirados en Labrys ha surgido en Grecia, desde hace algunos años, esta otra rama de seguidores del helenismo.

### Resto del mundo

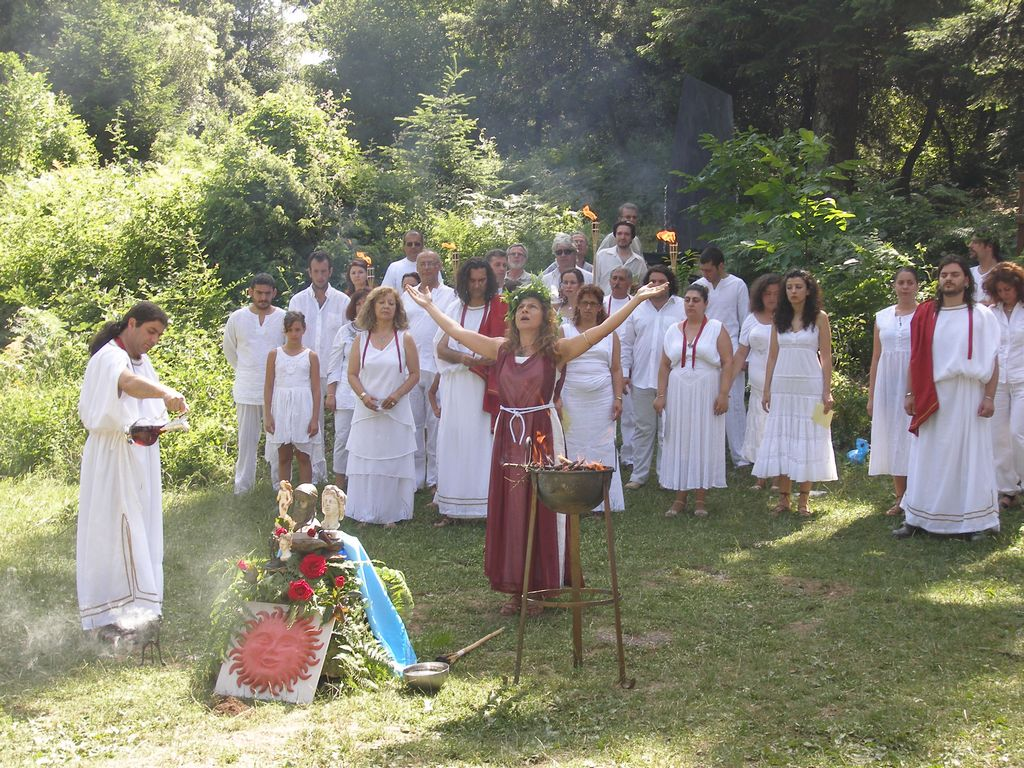
Ύπατο Συμβούλιο των Ελλήνων Εθνικών" (Consejo Supremo de Griegos Gentiles)

La Pagan Federation International define al helenismo como no dogmático, fundado en la filosofía griega y fiel a lo que la cultura de la Grecia Clásica tuvo como sus características. El objetivo de mismo, según esta organización, es: "...adorar a los dioses de Grecia [...] recuperar la mentalidad y la urbanidad a la que los antiguos griegos aspiraban. Es más que una forma de adoración; es también una forma de ver el mundo."
En los Estados Unidos, las asociaciones helenísticas comenzaron a surgir a finales de la década de 1990, aunque algunos individuos se iniciaron en la década de 1970.
Hellenion es una organización de Estados Unidos que se declara reconstruccionista del neohelenismo. Según sus referentes, ofrece formación clerical (lo que legalmente les permite ser asimilados a cualquier ministro religioso), clases de educación religiosa y cursos de entrenamiento para sus miembros.
En Brasil existe la asociación Reconstrucionismo Helênico no Brasil (RHB), fundada en 2003 por miembros de otras organizaciones helénicas.

## Politeísmo helénico en la Antigüedad

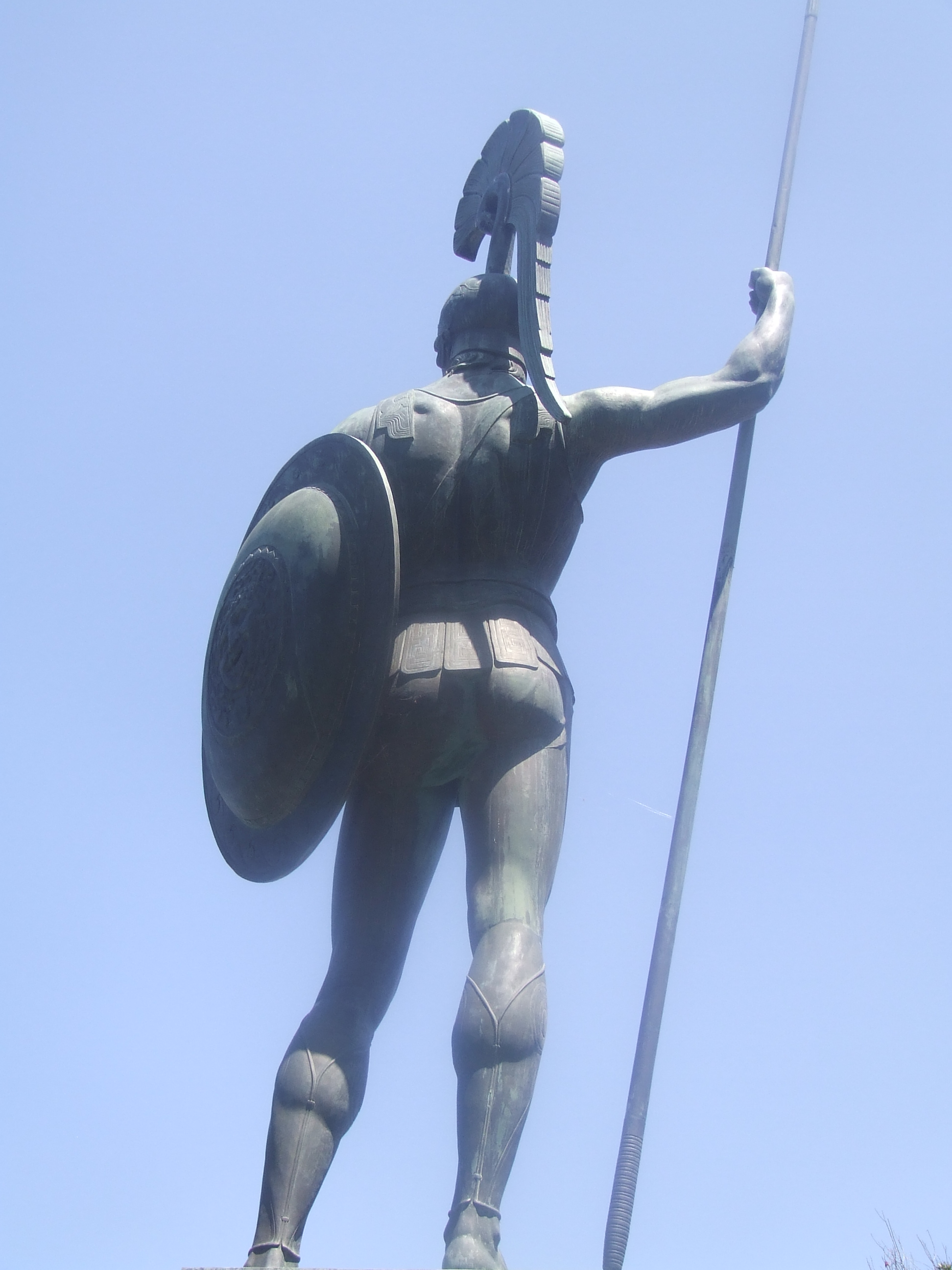
El Aquileión, templo dedicado al héroe Aquiles, es también un centro de procesiones helenistas.

La religión de la Grecia Clásica era politeísta y fue practicada en el área del Mar Egeo. Es la continuación de las tradiciones de la Edad de Bronce Final, el Periodo Micénico y el Arcaico. Desde el siglo IV a. C., evolucionó como una religión helénica dominada por la tradición de los cultos mistéricos y cultos órficos. La práctica religiosa helénica se detuvo en el año 380 de nuestra era, comenzando una etapa de cristianización, tras el Edicto de Tesalónica del emperador romano Teodosio I, que prohibió todas las religiones étnicas, y obligando la conversión obligatoria del cristianismo bajo pena de muerte. Se pueden establecer algunos paralelismos interreligiosos con el judaísmo, manifestados en dibujos y mosaicos encontrados que identifican a Zeus (Dios supremo helénico) con Yahveh (Dios supremo del judaísmo).
El culto de los antiguos helenos se extendió por la Península Griega, es decir, por todo el mar Egeo, las islas y costas de Jonia en Asia Menor (hoy Turquía), por Magna Grecia (sur de Italia, especialmente Sicilia) y las colonias en el Mediterráneo Oriental, norte de África, costas de España y Francia, la península balcánica, hasta el mar Negro en Asia, donde floreció este culto hasta Crimea. Durante el período helenístico, siglo IV a. C.. el culto se extendió espontáneamente sin imponerse de manera forzada, hacia los territorios conquistados por Alejandro Magno, en Egipto (donde se fusionaron las divinidades greco-egipcias, dando lugar al "alexandrismo"), Persia, Asia central, hasta India, donde se sincretizaron también sus deidades con las griegas, allí se hallaron restos arqueológicos que fusionan al dios Apolo con Buda. Si bien algunas prácticas religiosas variaban de un lugar a otro, los pueblos comprendían las similitudes entre sus deidades y los dioses olímpicos. Para la mentalidad de los griegos los cultos religiosos eran algo que se podían expresar de manera libre, lo profano era prohibirlo o imponerlo.

### Teología

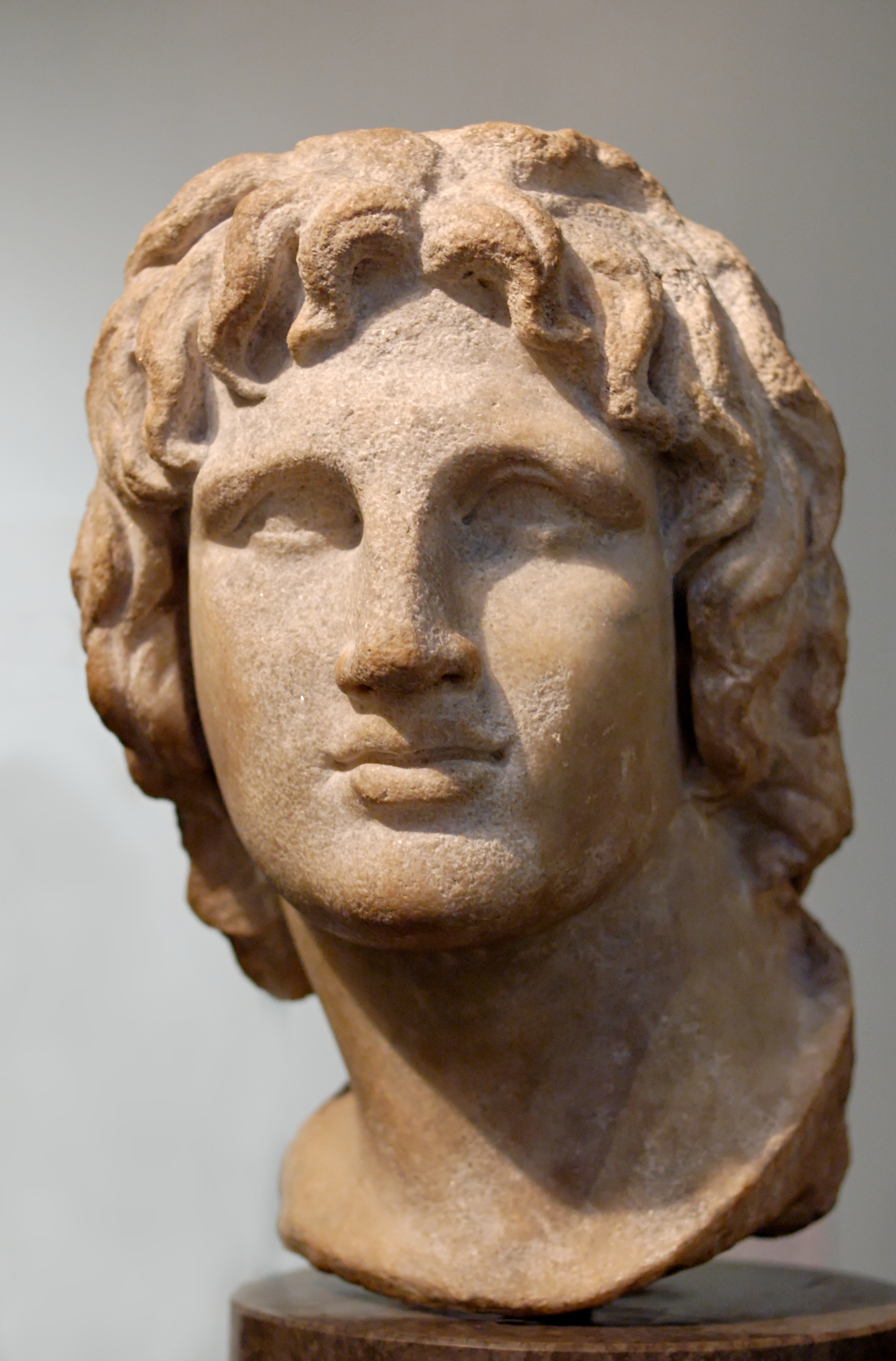
Alejandro Magno es parte del objeto de culto de los helenistas. Se realizan ofrendas en sus monumentos a cargo de las organizaciones religiosas, como a su vez los filósofos, mayormente de pensamientos deista y teista.

Los antiguos griegos no tenían nada que se pudiera llamar teología sistematizada, ni tampoco un ente central que regule y sistematice u homogeinice a través de doctrinas religiosas. Pero sí las ciudades organizaban y registraban importantes eventos cívicos, como juegos de atletismo (olímpicos, apolineos), procesiones y fiestas populares consagradas a las divinidades,
La teología y la mitología formaron siempre parte integrada al arte, la filosofía, la literatura y la arquitectura, en la que sus prácticas contenían relatos, imágenes y descripciones de dioses y héroes griegos. La Teogonía, de Hesíodo, nos ofrece el mito de la creación y una amplia genealogía de los dioses griegos.
Hesíodo transcribió que la batalla final contra los titanes, fue ganada por los dioses Olímpicos, y se hizo una división en de los órdenes de la Tierra en tres reinos. Lo que se conoce como trinidad: A Zeus (considerado Dios supremo), le correspondió el Cielo, y a sus hermanos, Poseidón el Mar, y a Hades el 'Inframundo'. De ellos se desprende la genealogía total de los restantes dioses, que son considerados sus hijos, y llamados theos (θεοσ, «dioses» en griego), todos de distinta descendencia materna.

### Adoración
El acto público de adoración más extendido en la Antigua Grecia era el sacrificio, tanto de semillas como de sangre de animales sacrificados. Los seguidores de varios dioses sacrificaban animales específicos para el dios o diosa que estaba siendo adorado. Los sacrificios tenían múltiples funciones: efectuar un sacrificio como punto culminante de un festival religioso y público que antes de una tarea importante para conseguir la atención de los dioses o como parte de un rito de paso.
Los templos de la religión helénica generalmente no eran locales de asamblea pública donde el pueblo se encontraba socialmente para rezar colectivamente dentro de las paredes. La mayoría de los templos tenían solamente una imagen de culto y un almacén de ofrendas votivas que podía llegar a una cuantía equivalente a un tesoro.
Las ofrendas votivas eran ofrecidas a los dioses por sus adoradores. En la mayoría de los casos se daban en agradecimiento por los beneficios concedidos por los dioses, en anticipación de los favores divinos futuros o para recibir consejos de los oráculos del dios o la diosa. También se hacían ofrendas para pedir perdón a los dioses por los crímenes de sangre, impiedad o violación de las costumbres religiosas. Las ofrendas se mantenían durante un tiempo en el santuario y después se retiraban ritualmente.

### Deidades principales

Teatro de los Doce Dioses olímpicos
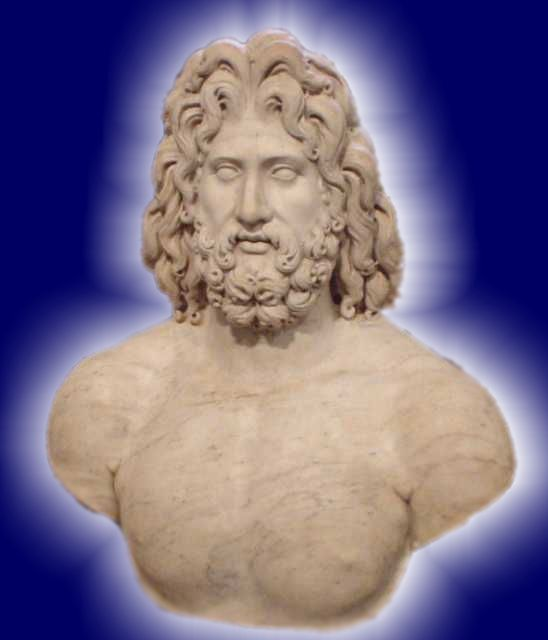
Zeus
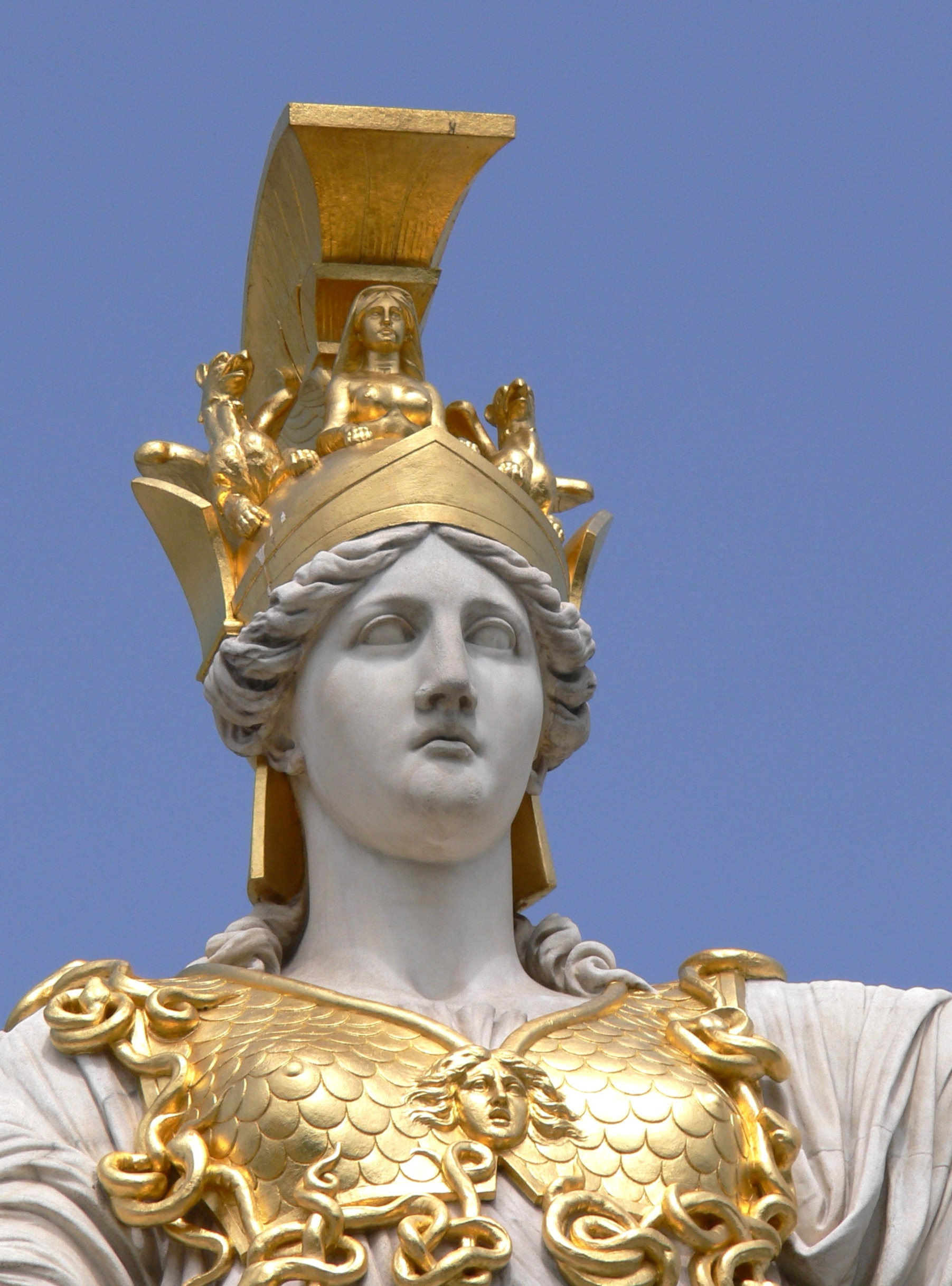
Atenea
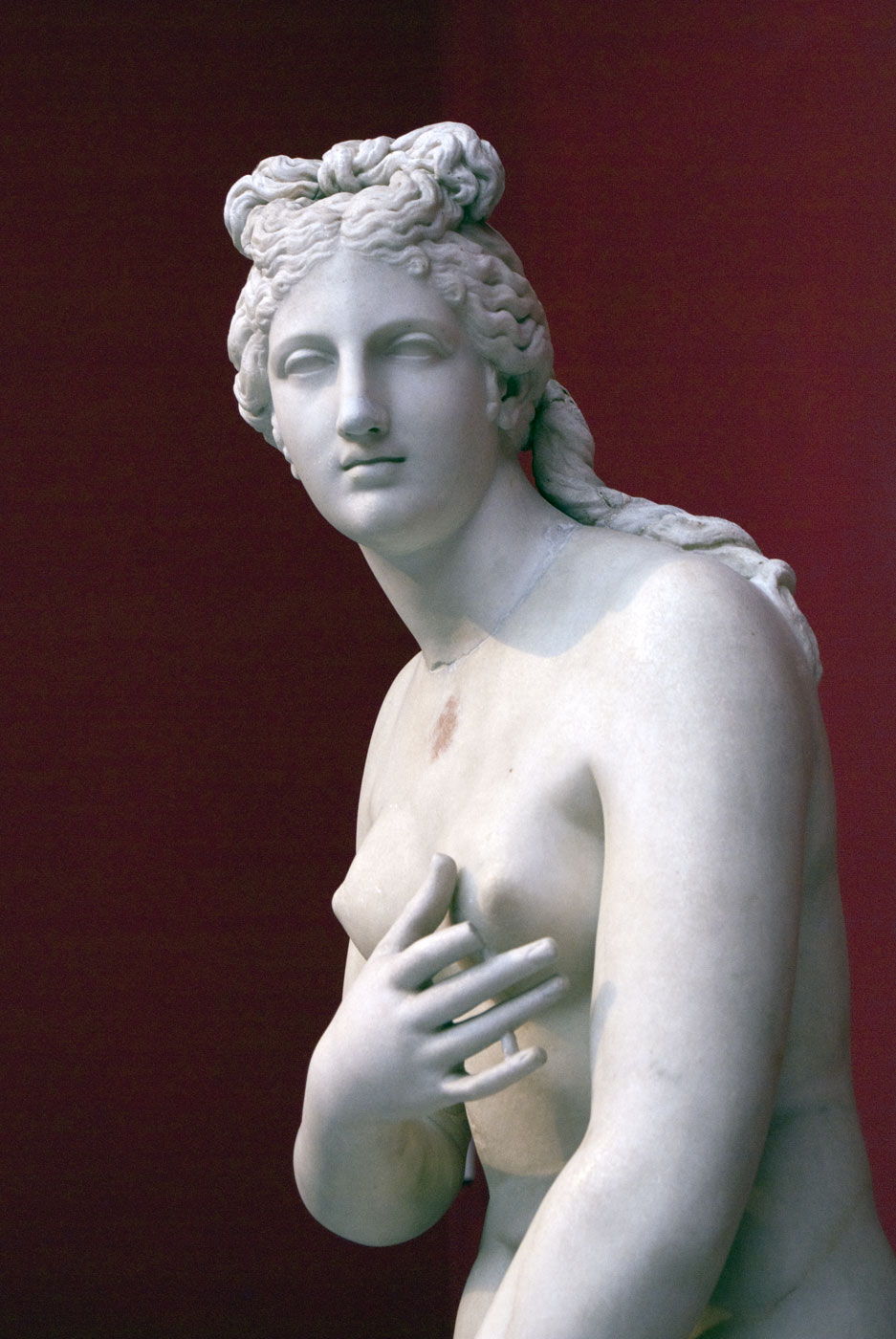
Afrodita
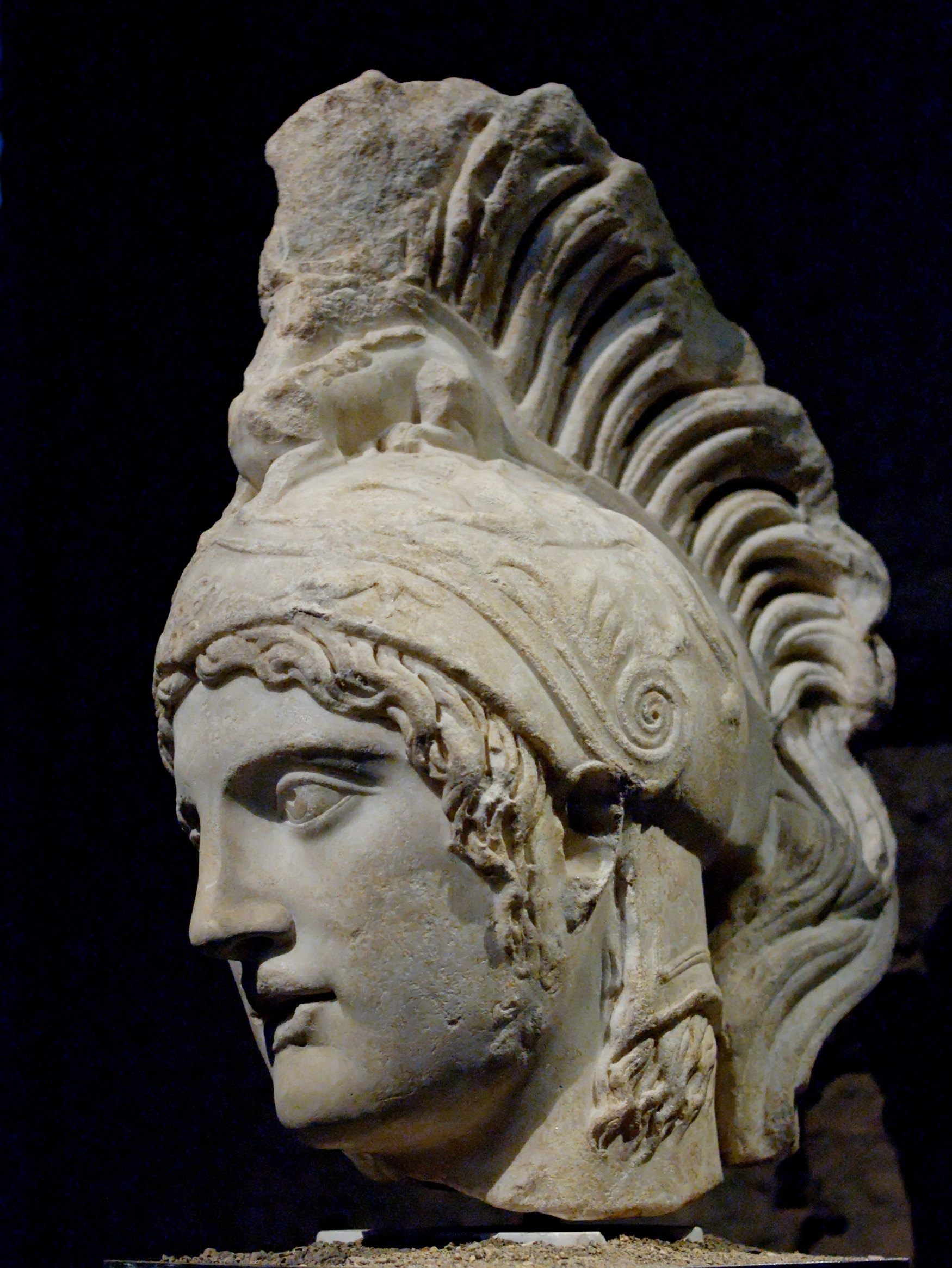
Ares
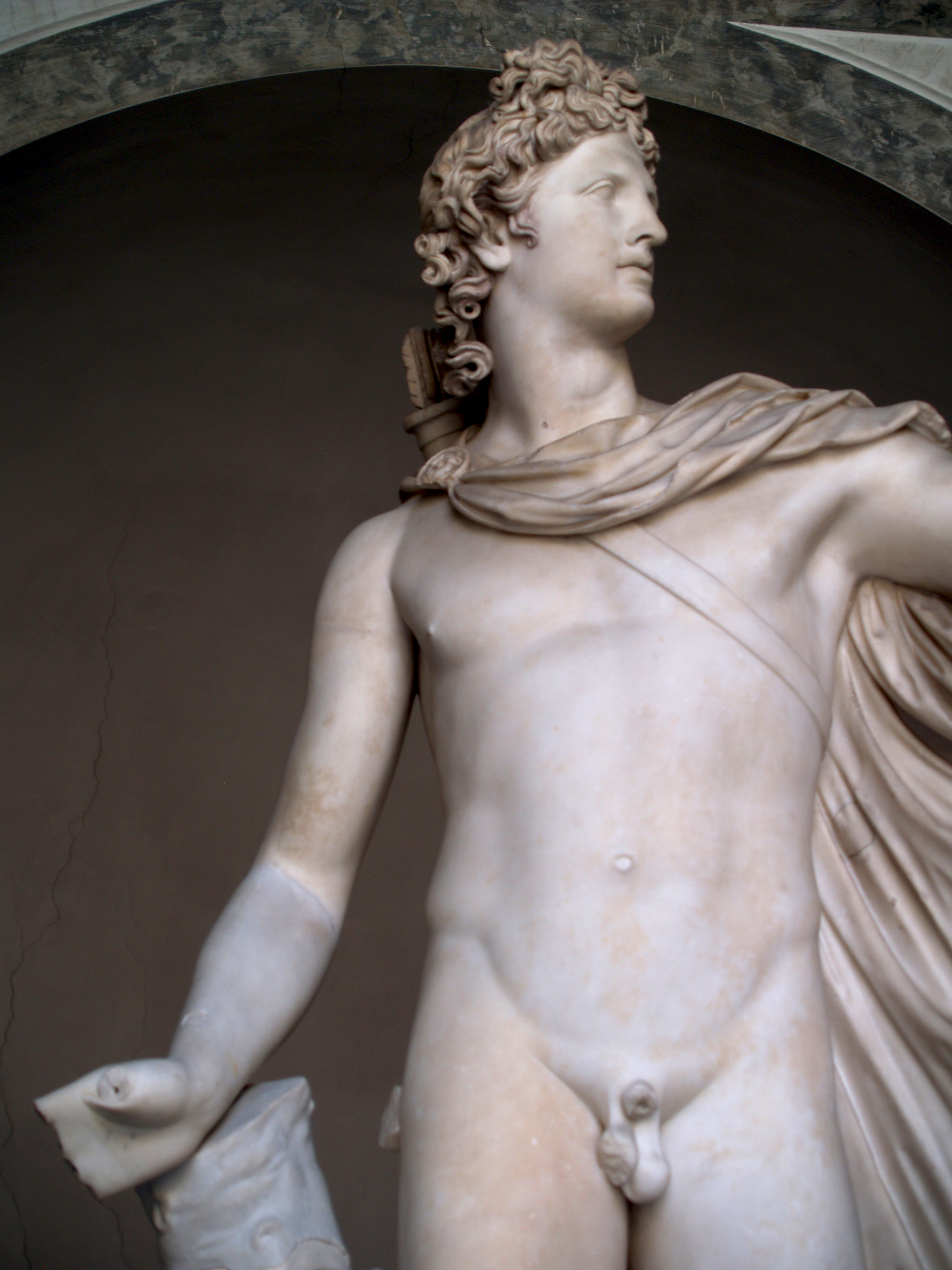
Apolo
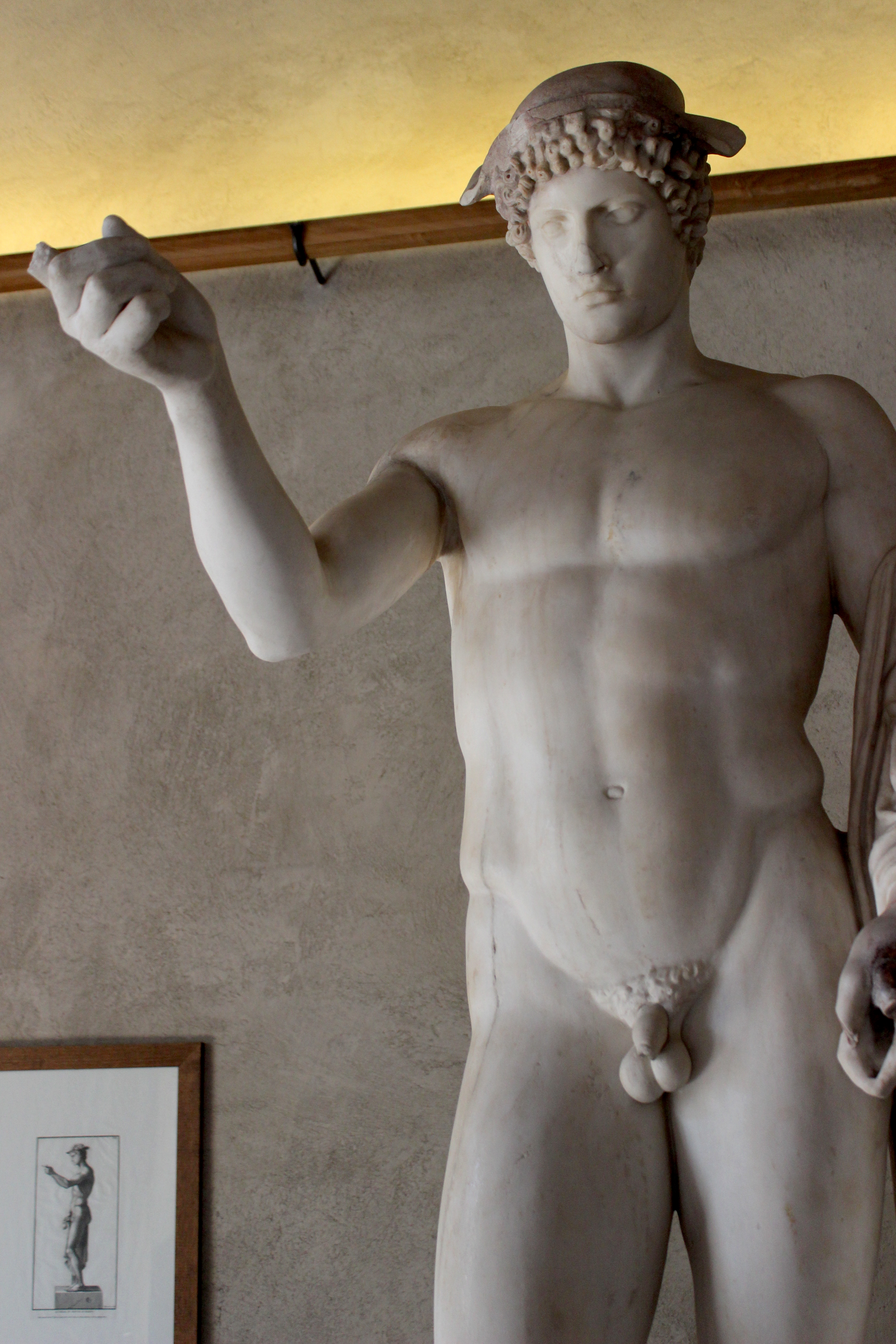
Hermes
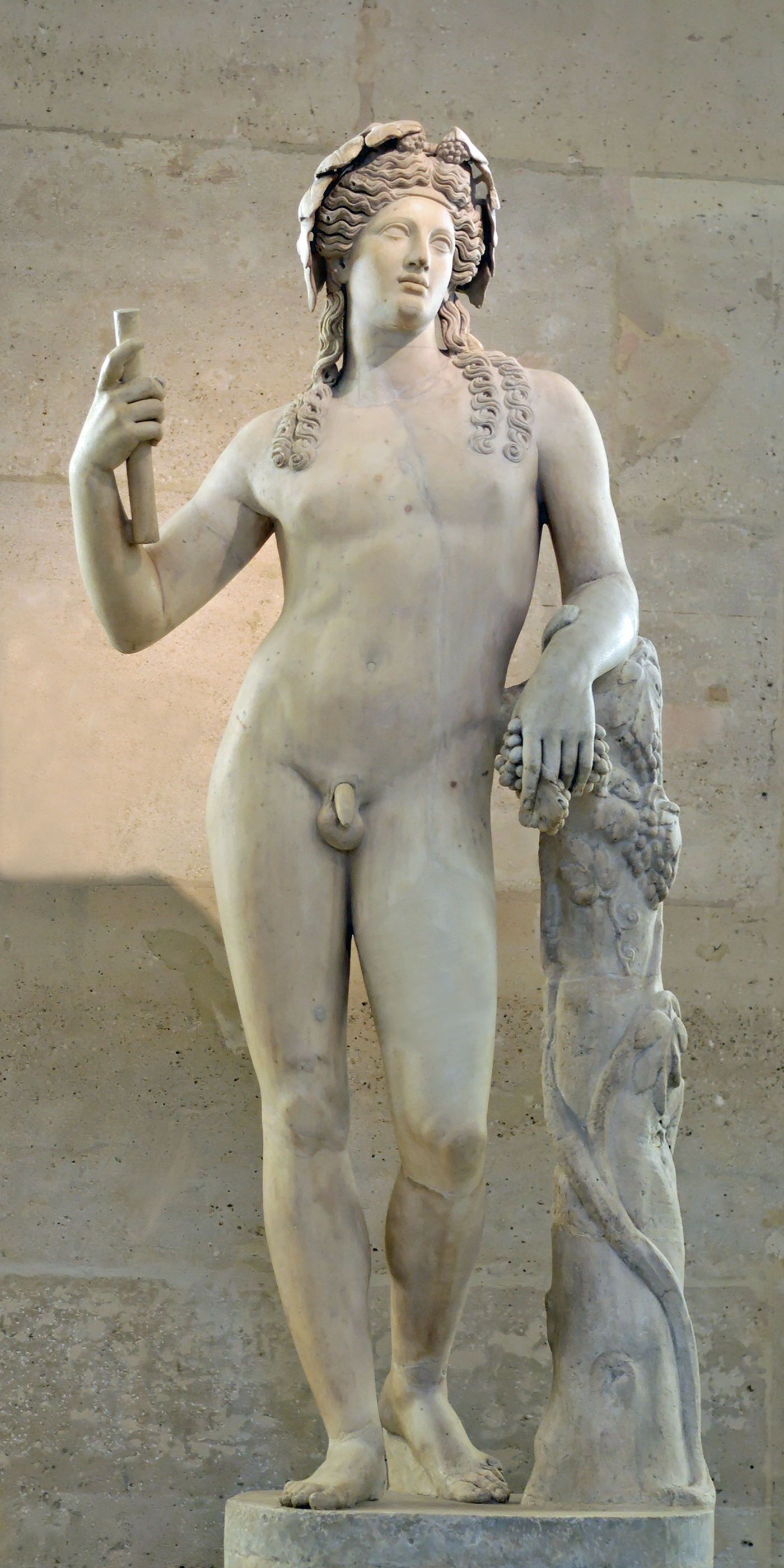
Dioniso
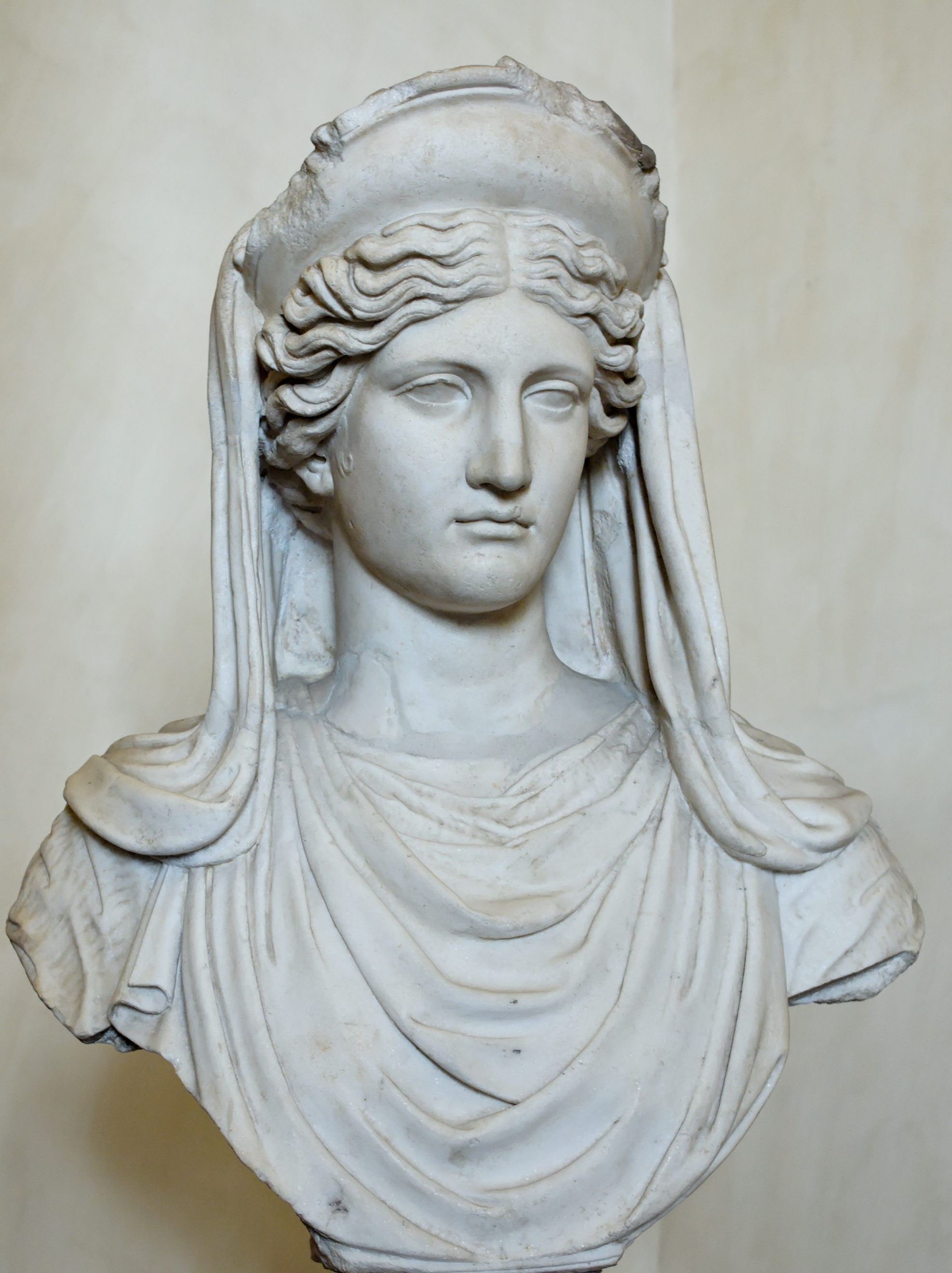
Démeter
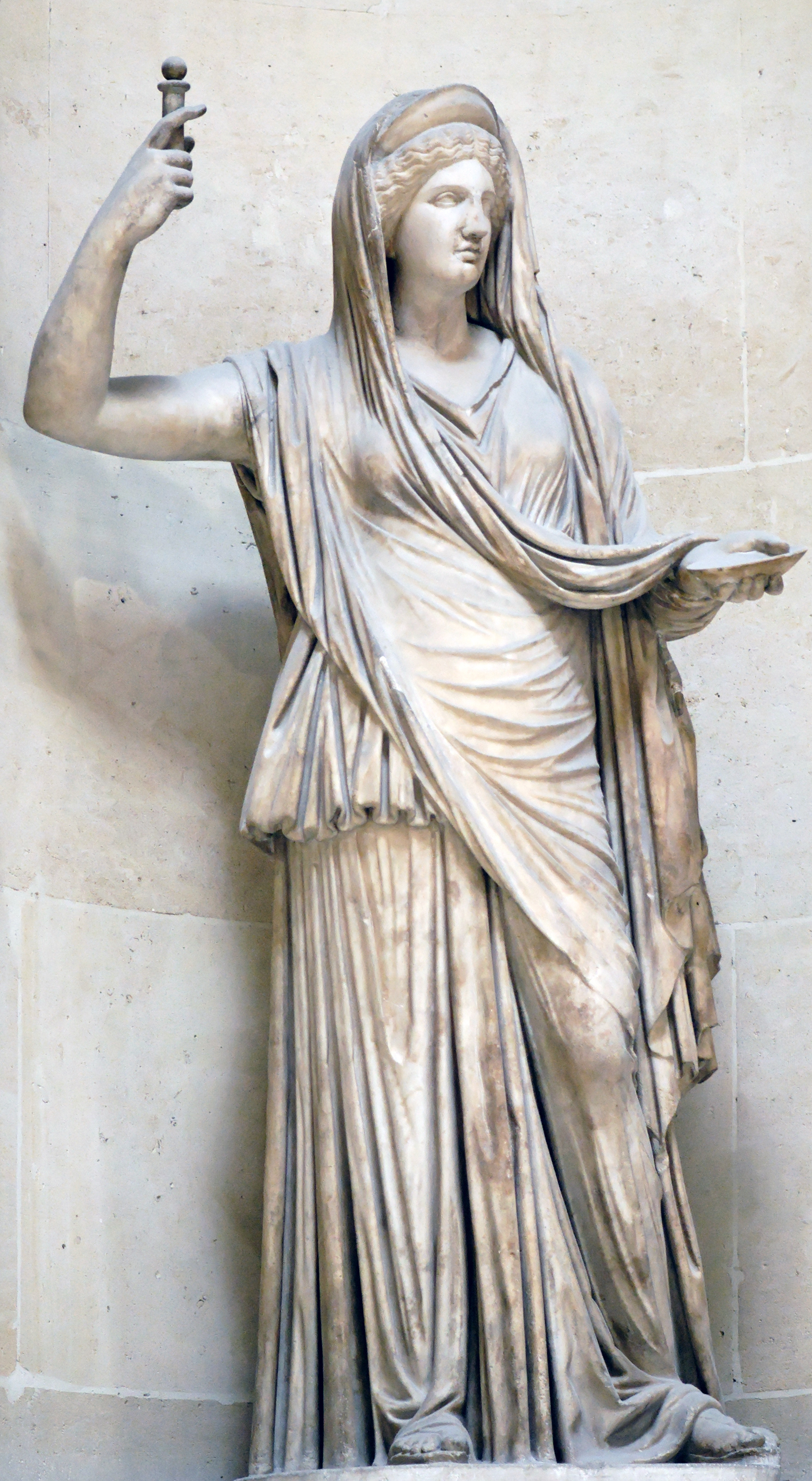
Hera
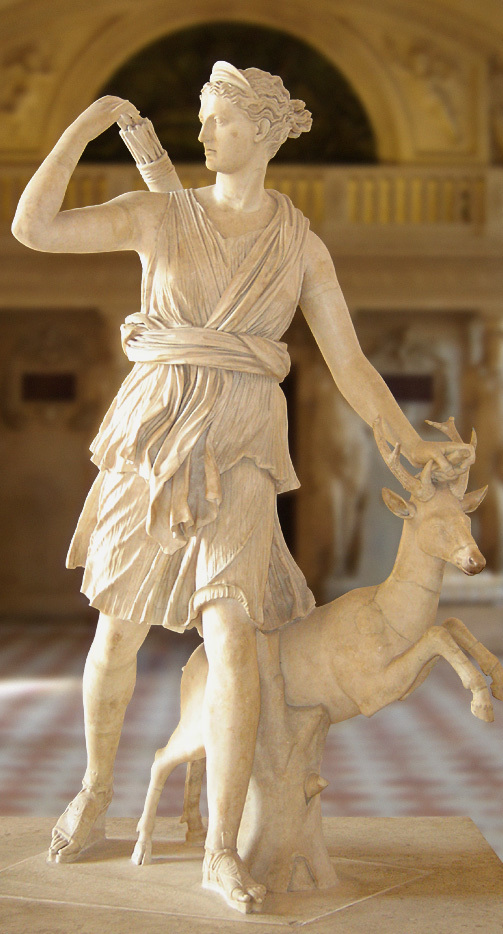
Artemisa
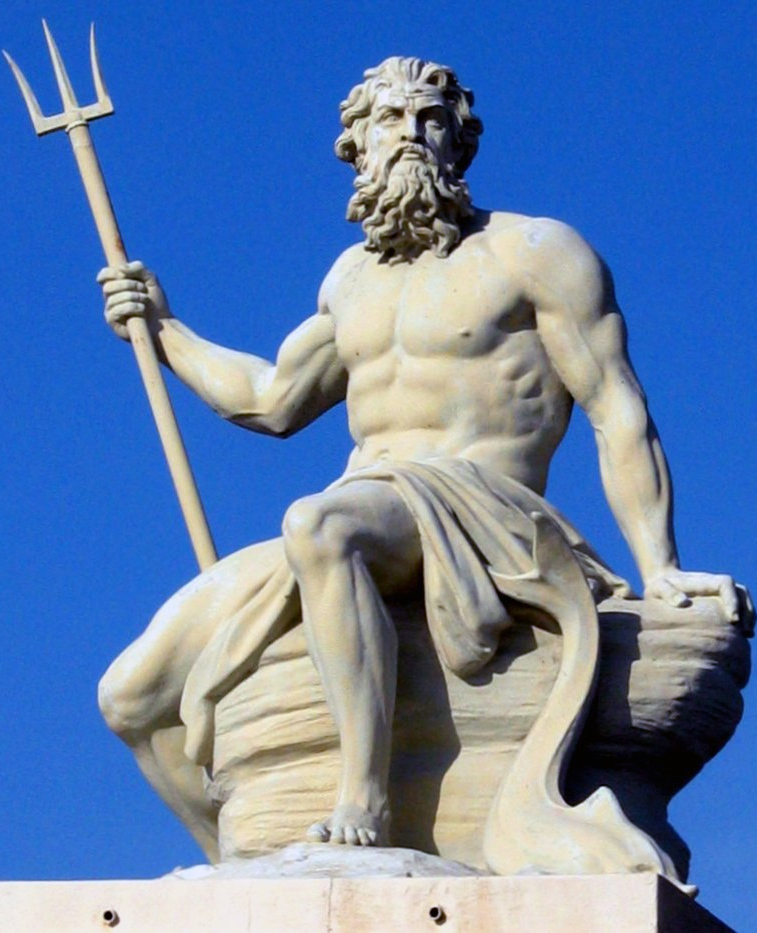
Poseidón
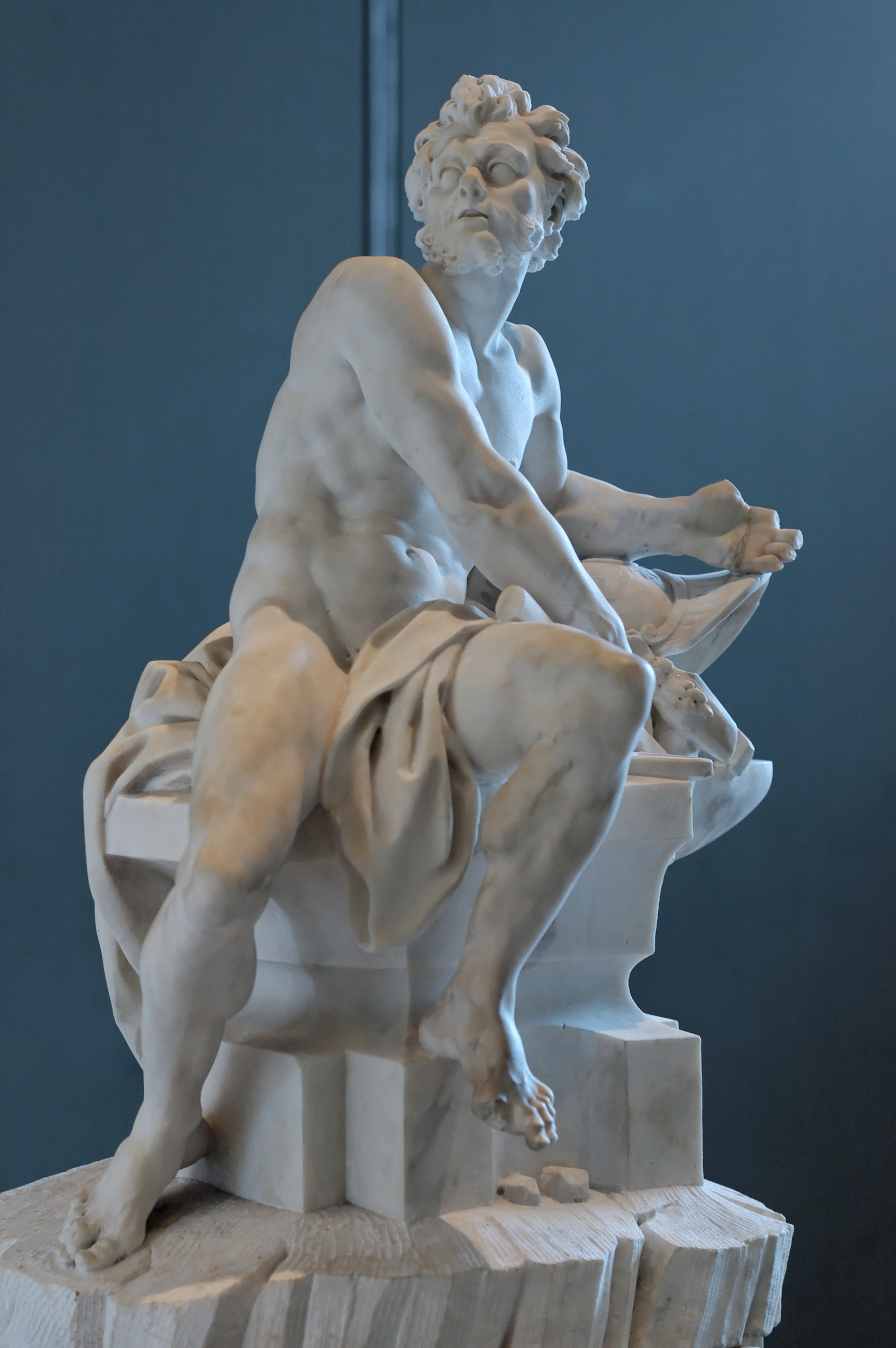
Hefesto

### Creencias, prácticas y festejos

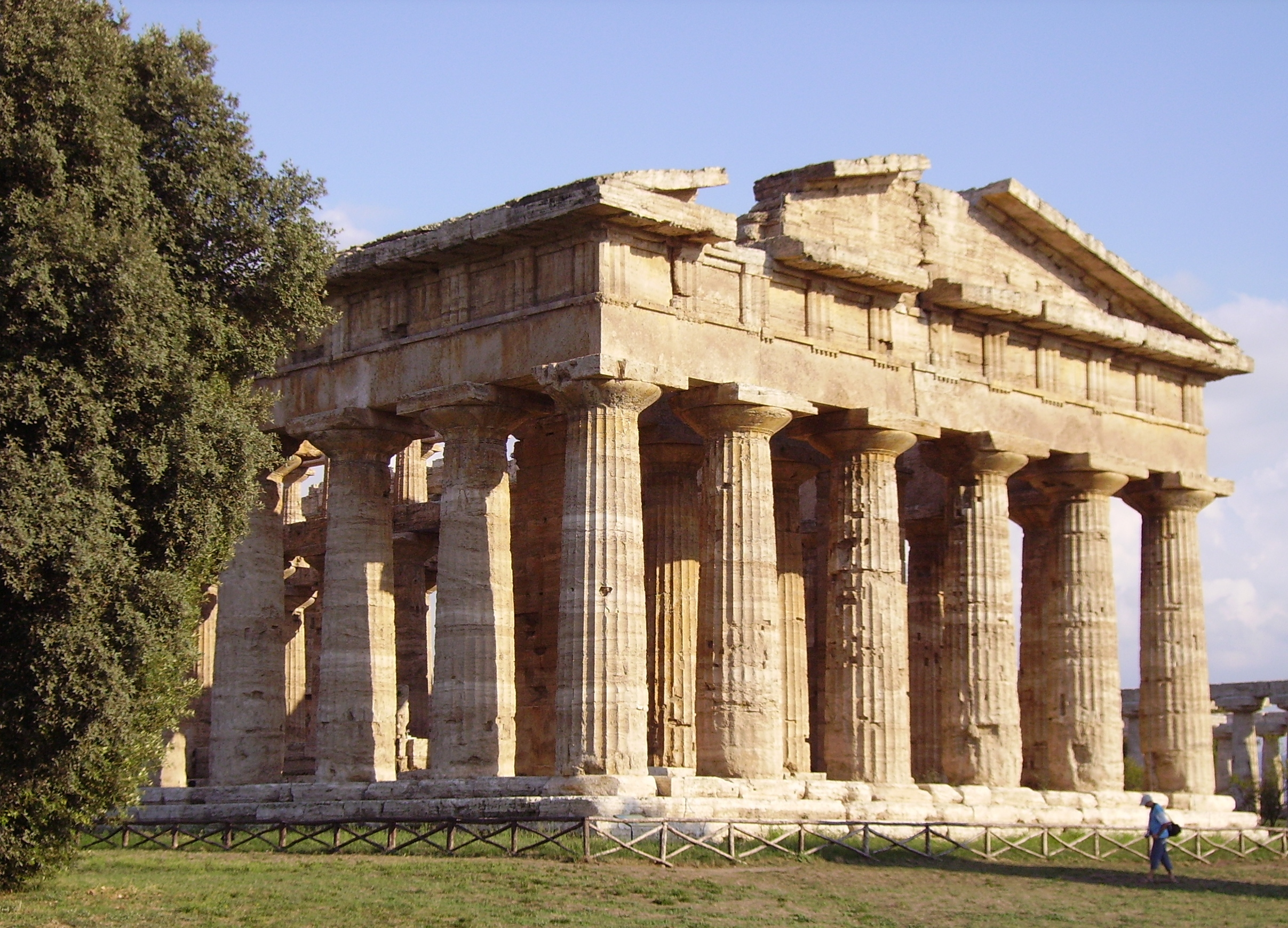
Templo de Apolo en Paestum.

Los politeístas helénicos adoran a los antiguos dioses, incluidos los Olímpicos, divinidades de la naturaleza, dioses del submundo y héroes. Tanto antepasados físicos como espirituales son adorados. Es una religión votiva o devocional basada en el cambio de ofrendas con el fin de obtener la bendición de los dioses. Las convicciones éticas del politeísmo helénico moderno están muchas veces inspiradas en las virtudes del antiguo griego, tales como la reciprocidad, la hospitalidad y la moderación.
No existe ninguna institución religiosa o “iglesia” central organizada, aunque los fieles ofrecen entrenamiento en ese ámbito. Los que practican la religión en solitario suelen aprender sobre la religión y los dioses a través de fuentes primarias o secundarias sobre la antigua religión griega y de la experiencia personal con los dioses.
El principal valor del Helenismo es la ‘eusebeia (piedad), que implica un compromiso en relación con la adoración de los dioses helénicos y práctica de las creencias religiosas. Otros valores importantes son la hospitalidad, el autocontrol y la moderación.
El sacrificio religioso no implican sacrificios humanos, mas sino el propio sacrificio personal, y puede ser un componente de una ceremonia breve o extensa. Las ceremonias son las garantes de la cohesión social, permitiendo acercar los grupos de una misma comunidad, a varias escalas (familia, fratría, tribu, demo, polis).
La fiesta es siempre precedida por una procesión, que es una costumbre griega, que fueran caricaturizadas por Aristófanes. El friso del Partenón, describiendo las grandes panateneas, pone en escena 324 personajes, mostrando de manera metafórica la importancia de las procesiones; algunos opinan que con miles de participantes. Aparte de su papel religioso, las procesiones tenían una función social de representación: allí se muestran, se pueden admirar sus vestidos, sus adornos. Durante algunas procesiones, se paseaba a la estatua de una divinidad, como la de Atenea durante las grandes panateneas.

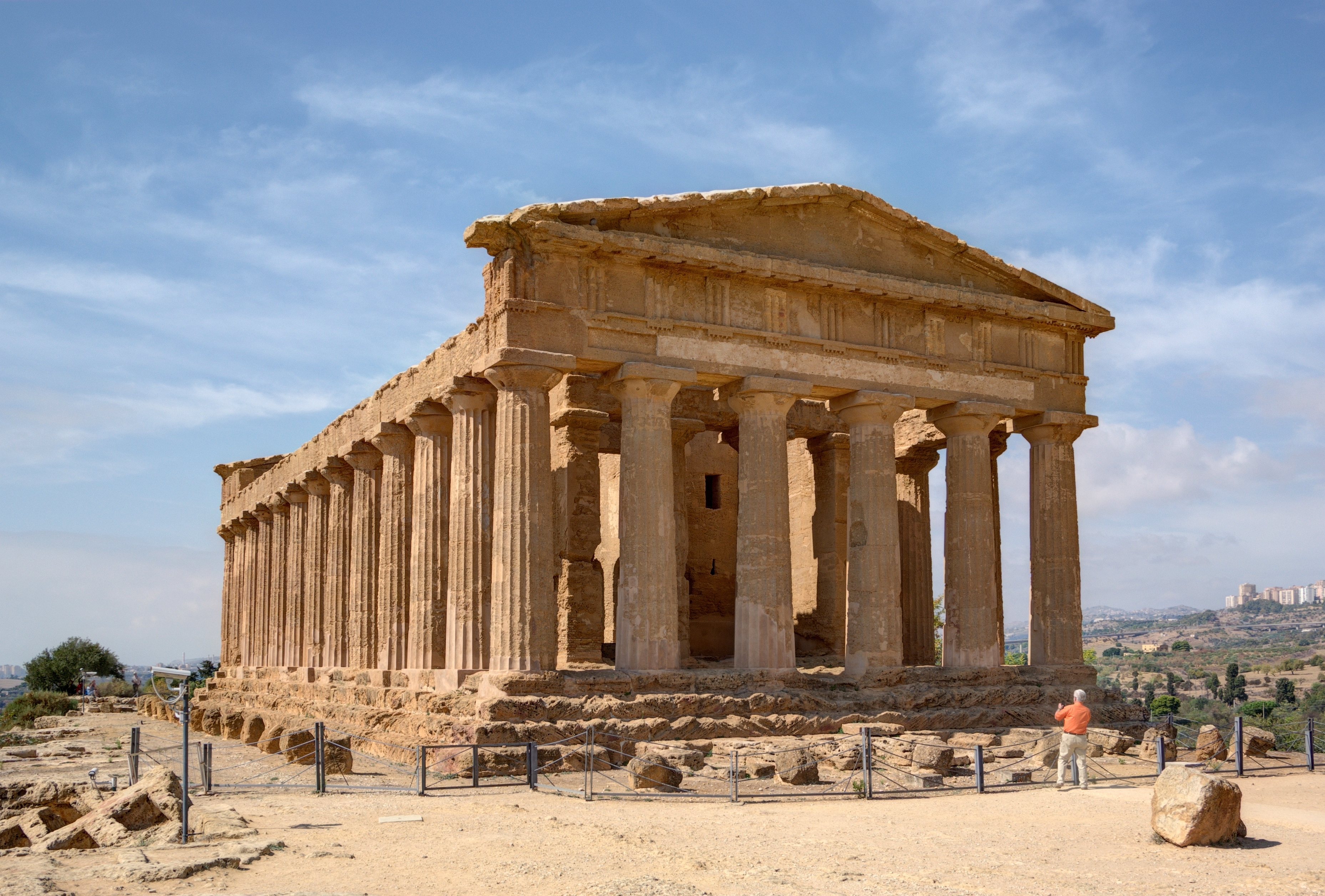
Agrigento: Templo de la Concordia, Sicilia, Italia.

No hay que olvidar, además, que el teatro griego era ante todo una ceremonia religiosa en honor de Dioniso. Los juegos deportivos eran también parte de las ceremonias: éstos tenían lugar, además, en el marco religioso, y no era raro que se declarasen treguas en caso de conflicto bélico.
Entre las ceremonias más importantes de los griegos estaban los misterios de Eleusis. Dos veces al año, con ocasión de los pequeños misterios y de los grandes misterios, se rendía culto a Deméter, diosa de la agricultura y de las mieses. Las procesiones y el sacrificio de cerdas precedían a los rituales rigurosamente secretos en el telesterion, donde los iniciados (mista) adquirían el conocimiento de las revelaciones y obtenían la garantía de una vida tras la muerte. Según la tradición, los sacerdotes Celeos y Triptólemo habrían implantado este culto a petición de la diosa. La fuente más documentada sobre estas celebraciones se halla en el Himno homérico a Deméter.
Otro santuario de misterios importante era el de los grandes dioses en Samotracia.

## Helenismo en la actualidad

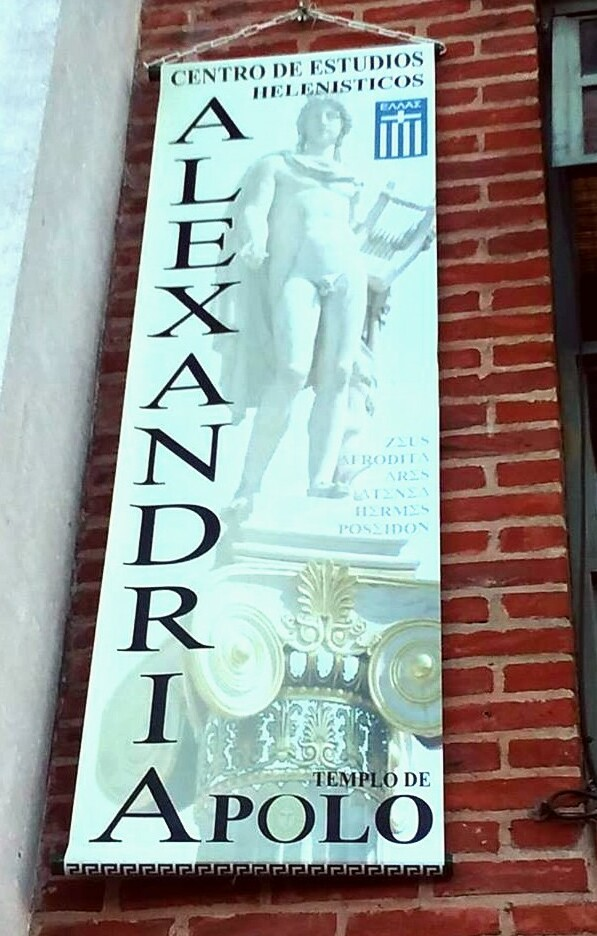
Organización helenística Alexandria, de Argentina.

El helenismo es un movimiento cultural que resurgió en la era posmoderna, activo en Grecia y en otras zonas del mundo, particularmente en Europa (España, Italia y Francia) y América (Estados Unidos, México, Brasil y Argentina). El fenómeno helénico presenta recuperaciones muy variadas, en particular antropológicas, sociológicas y religiosas. que lleva consigo determinadas ideas sociológicas y antropológicas que cubren varios campos de la visión humana del mundo, de la valorización de la figura femenina en la sociedad y una idea de política muy similar a la de la Grecia antigua, aunque con una participación más igualitaria que por ejemplo en Atenas.
En Grecia, la organización "Ύπατο Συμβούλιο των Ελλήνων Εθνικών" (Consejo Superior de Griegos Gentiles) se refiere a esta religión como "Ελληνική Εθνική Θρησκεία" (Religión Nacional Griega) y rechaza la palabra "pagano", aludiendo que no es posible ser pagano siendo que el helenismo era la creencia (o religión) fundadora de su civilización. Cabe destacar que esta práctica de politeísmo, el helenismo (o dodecateísmo), fue prohibido por Roma tras la ocupación de Grecia, y la imposición del culto monoteísta cristiano, prohibición que perduró legalmente hasta hace pocos años.

### La oposición de la Iglesia Cristiana Ortodoxa

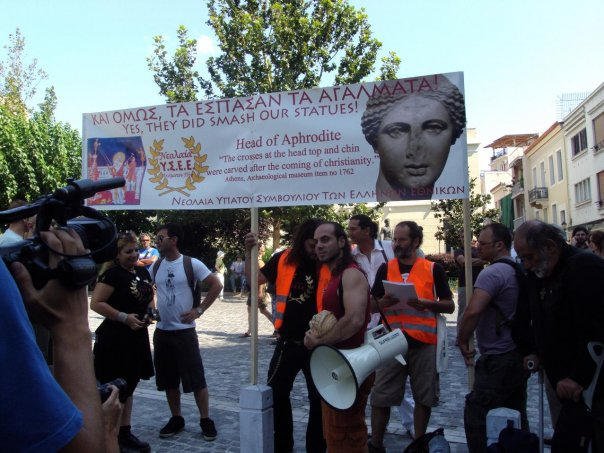
Marchas reclamando la legitimidad como religión, la cual fue reconocida oficialmente por Grecia en el año 2017.

Una de las principales causas de los ataques de la iglesia Cristiana Ortodoxa al Helenismo se ve reflejado por el fenómeno de la fuga de cristianos griegos que se auto convierten al helenismo, su religión fundadora, según revela un informe del ya citado medio interreligioso Patheos.
En Grecia la religión oficial del Estado es la Iglesia Cristiana Ortodoxa, que tiene el rasgo de ser autocéfala, y que es criticada internacionalmente por discriminación y persecución contra otras religiones. Tanto los helénicos como judíos han presentado quejas internacionales por discriminación. La ley griega establecía una multa elevada por predicar cualquier religión que no sea la Cristiana Ortodoxa, aunque en 2004 el Tribunal Supremo concedió al judaísmo y al Islam el estatus de "religiones aceptadas", y en el 2017 al helenismo. Como antecedente a este hecho, la Corte estableció en 2006 que el "paganismo" helenista debía dejar de estar prohibido, lo cual les permitió a los helenistas griegos dejar de ser una religión ilegal, aun así no estaba reconocida. El presidente de la Comunidad de Sacerdotes Griegos de la Iglesia Cristiana Ortodoxa, Eustathios Kollas, declaró que los helenistas "son un montón de miserables resucitadores de una degenerada religión muerta que desean regresar a las alucinaciones del oscuro pasado". La relación de las asociaciones helénicas con el cristianismo es de rivalidad. Las asociaciones Labrys y Ellinais se muestran en contra de las medidas opresoras del cristianismo, mientras que algunos autores, como Vlassis Rassias, han llamado directamente al exterminio del cristianismo.

## Enlaces externos

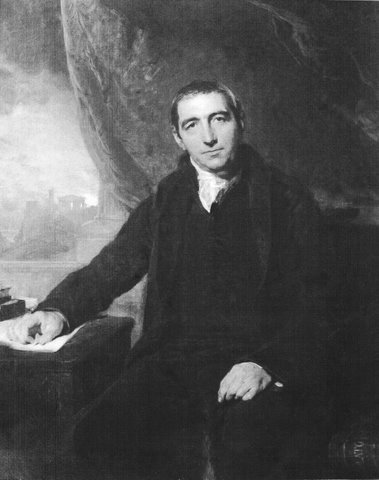
Retrato de Thomas Taylor (ca. 1812), obra de Thomas Lawrence.